# Hiroki Noda
Hiroki Noda (野田 裕喜 Noda Hiroki?, Mashiki, Kumamoto, 27 de julio de 1997) es un futbolista japonés que juega como defensa en el Kashiwa Reysol de la J1 League.

## Trayectoria

### Clubes
| Club                       | País  | Año       |
| -------------------------- | ----- | --------- |
| Roasso Kumamoto            | Japón | 2014-2015 |
| Gamba Osaka                | Japón | 2016-2019 |
| Montedio Yamagata (cedido) | Japón | 2019      |
| Montedio Yamagata          | Japón | 2020-2023 |
| Kashiwa Reysol             | Japón | 2024-     |